# Obermühle (Lambrecht)
Die Obermühle – alternativ Universitätsmühle genannt – ist eine ehemalige Bordmühle innerhalb der Stadt Lambrecht. Sie steht unter Denkmalschutz. 

## Lage
Die Mühle befindet sich inmitten des Lambrechter Siedlungsgebiets am Südufer des Speyerbachs in der Mühlstraße.

## Bauwerk
Das Gebäude stellt einen Putzbau dar und stammt im Kern aus dem frühen 17. Jahrhundert, der Umbau ist mit der Jahreszahl 1798 bezeichnet.

## Geschichte
Die Mühle existierte mutmaßlich bereits zu Zeiten des im 16. Jahrhundert aufgelösten Klosters Lambrecht als dessen Mahlbetrieb. 1553 ging sie in den Besitz der Ruprecht-Karls-Universität Heidelberg über. Bereits um 1600 hatte sie größere Ausmaße erreicht.
Der Mennonit Jacob Steiner war im frühen 18. Jahrhundert Betreiber der Mühle, ehe er diese 1725 mit Peter Neuschwanger gegen die zuvor von letzterem gepachtete Mahl- und Sägmühle Weidenthal tauschte.
Ihr gegenwärtiges Aussehen resultiert aus einem Umbau, der im Jahr 1798 stattfand.

## Tourismus
Die Obermühle ist Bestandteil der Audiotour „Saladin und die Tuchmacher“.